# Celebration (песня Мадонны)
«Celebration» (с англ. — «Празднование») — песня, записанная американской автором-исполнительницей Мадонной для её третьего альбома лучших хитов с таким же названием (2009). Написана и спродюсирована Мадонной, Полом Оукенфолдом и Яном Грином, с дополнительной лирикой Кьярана Гриббина. Песня была выпущена в цифровом формате 31 июля 2009 года на лейбле Warner Bros. Records. Мадонна сотрудничала с Окенфолдом на нескольких песнях. Из всех разработанных ими песен две были выбраны для альбома лучших хитов, а «Celebration» была выпущена в качестве первого сингла. «Celebration» — танцевальная песня с влиянием синглов Мадонны 1980-х и 1990-х годов, состоящая из бриджа говорком. Текст песни приглашает прийти и присоединиться к вечеринке.
«Celebration» получила неоднозначные отзывы современных критиков. Она достигла перового места в чартах в Болгарии, Финляндии, Израиле, Италии, Словакии и Швеции, а также вошла в пятёрку лидеров в других странах, включая Канаду, Францию, Германию, Японию и Великобританию, где дебютировала под номером три в британском чарте синглов, Это стало 55-й записью Мадонны в американском Billboard Hot 100, где она достигла своего пика под номером 71, и её 40-й песней номер один в танцевальном чарте.
Музыкальное видео использовало ремикс-версию Бенни Бенасси. В нём Мадонна и её танцоры из тура танцуют под песню. Камео были сделаны моделью Хесус Луз и, в альтернативном видео, её дочерью Лурдес. На церемонии «Грэмми» 2010 года песня получила номинацию в категории «Лучшая танцевальная запись». Эта песня использовалась в качестве заключительного номера The MDNA Tour (2012), в котором Мадонна энергично танцевала в блестящем наряде и в какой-то момент надела наушники и изображала пантомимой скрэтчинг, с цветными кубиками, падающими на заднем плане.

## История создания

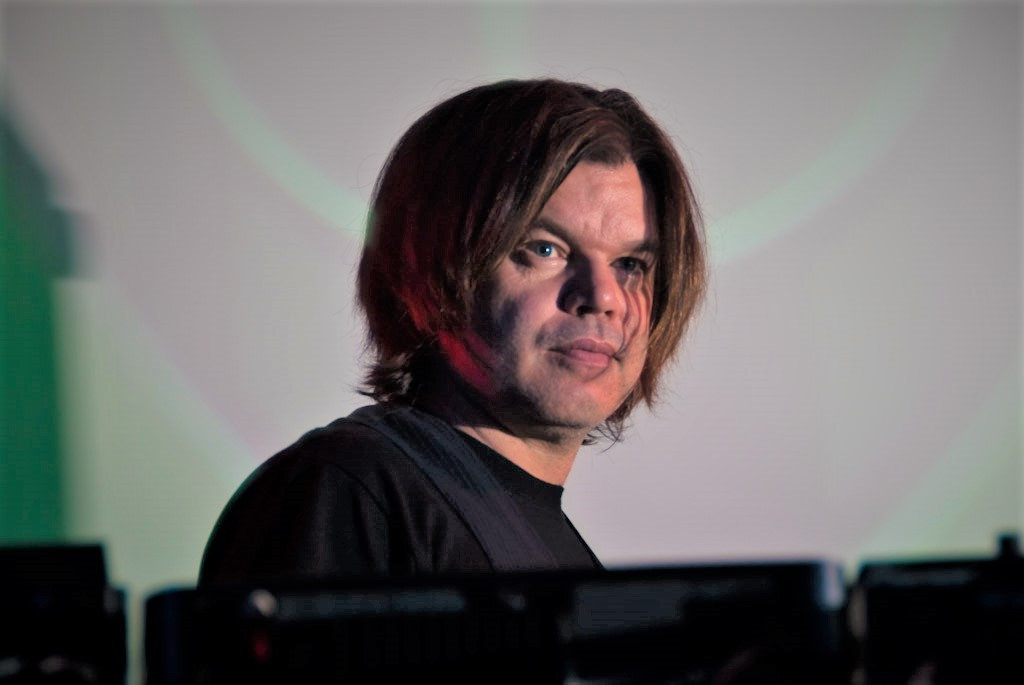
Пол Оукенфолд (на фото) соавтор и сопродюсер песни

В марте 2009 года представитель Мадонны Лиз Розенберг подтвердила, что Мадонна написала три новых трека для сборника, и Пол Оукенфолд был утверждён в качестве продюсера для двух новых песен. Журнал Attitude сообщил в интервью Oakenfold, что треки, которые он продюсировал с Мадонной, называются «Broken (I’m Sorry)» и «Celebrate». Он заявил, что новая музыка — это «лирически классическая Мадонна с резким современным звучанием». Песня «Celebrate», позже переименована в «Celebration». Она содержит музыку, написанную Кьяраном Гриббином, Яном Грином и Оукенфолдом, с лирикой и вокальной мелодией, написанной Мадонной.
По словам Гриббина, Мадонна подошла к Окенфолду и спросила его, над чем тот работает и будет ли он заинтересован в том, чтобы отправить ей какой-то материал, для которого она могла бы написать слова. Окенфолд вместе с Грином и Гриббином работали над новыми треками для нового альбома Пола. Они отправили пятнадцать из этих треков Мадонне. Из них она выбрала «Broken» и «Celebration». Затем Окенфолд, Гриббин и Грин разработали структуру аккордов, аранжировали минусовку и добавили гитары, клавишные и барабаны. Затем Мадонна написала текст и мелодию на основе минусовки.
Warner Bros. Records заявили «Celebraiton» как главный сингл альбома. Он был выпущен для радиостанций 3 августа 2009 года, с ремиксами, выпущенными для танцевальных клубов 24 июля 2009 года. Мировая премьера 12-дюймовой Dub-версии Пола Окенфолда была показана 24 июля 2009 года на шоу BBC Radio 1 Пита Тонга.

## Композиция
Джеймс Монтгомери из MTV News назвал «Celebration» гладким танцевально-ориентированным треком с влиянием предыдущих танцевальных синглов Мадонны начала 90-х, таких как " Vogue " (1990) и " Deeper and Deeper " (1992). У него качающая, хаусовая композиция, которую Оукенфолд назвал «лирически классической Мадонной с резким современным звучанием». В песне можно найти влияние Europop, но не так, как предыдущем сингле «Hung Up» (2005). По словам автора Los Angeles Times, песня имеет очень энергичный синти-поп грув, а также отсылку на песни Мадонны 80-х. Бридж выполнен в формате пения говорком, где голос Мадонны, слегка острословя, заявляет: «Я [не] узнала вас в одежде».
«Celebration» написан в размере 4/4 с танцевальными битовым темпом 126 ударов в минуту. Тональность — си минор, голос Мадонны звучит в диапазоне от F ♯ 3 до B 4. Песня имеет базовые гармонии Em — F ♯ m — Bm — Bm в качестве последовательности аккордов. Лирика призывает слушателя присоединиться к вечеринке и праздновать. Слова написаны в форме приглашения, в котором просят прийти и присоединиться к «танцу жизни». Стивен М. Дойзнер из Pitchfork Media объяснил, что эта песня — «персонализированный поп», что означает, что лирика и мелодия становятся несущественными для того факта, что Мадонна поёт песню.

## Профессиональные рецензии
Тодд Мартенс из Los Angeles Times заявил, что «Celebration» работает как одноразовый, популярный танцевальный номер для середины лета. Однако он чувствовал, что у песни были скромные цели, «по крайней мере, по стандартам Мадонны. Даже когда это становится немного рискованным, […] глуповатость выигрывает. Она приглашает нас „на танец жизни“ и простирается над хором». Далее он добавил, что песня «эффектный взгляд назад, скользящий, обнадёживающий трек, показывающий, что она [Мадонна] не забыла свои корни. Но вместо того, чтобы привить чувство ностальгии, все кажется немного натужным. Звучание артиста, надеюсь, готово к следующей главе». Майкл Слезак из Entertainment Weekly назвал песню «непростительно танцевальной», но «разочарован» тем, что лирически Мадонна, похоже, возвращается к теме «Вечеринка! Давай на танцпол!» уже в который раз и без малейшего лингвистического чутья. Крис Уильямс из Billboard сказал, что «последний сингл Мадонны не вызовет каких-либо новых тенденций, но он вернёт певицу к её корням на танцполе». Далее он добавил, что «Celebration» — это саундтрек ретро-футуристической фанатской базы Мадонны и приятный подарок её коллекции чарт-хитов.
Джеймс Монтогомери из MTV прокомментировал: «[Эта песня] вся из пульсирующих сирен, шатких басов и ударов все-четыре-на-полу, с обширным электро-хором, который звучит как грузовик Nintendo Entertainment Systems, взрывающийся в унисон (только более сексуальный)». Фрейз МакАлпайн из Би-би-си дал песне три из пяти звёзд и сказал: "Я не могу быть единственным человеком в мире, который немного разочарован, что эта песня не является ярким синти-диско-рейвом 80-х, в котором Мэдж — в большом розовом парике, как она делала это в старину «. Затем он добавил, что „Празднование“ — это приличный танцевальный трек для Мадонны, чтобы исполнять его в турах. Стивен М. Дойзнер из Pitchfork Media похвалил песню, назвав её „персонализированным попом“, в которой Мадонна никогда не звучала более убедительно. Дойзнер добавил, что этот трек звучит как будто „он вызывает в воображении несколько молодых Мадонн“ в своей скромной цели — просто заставить людей двигаться. Сара Кромптон из The Daily Telegraph сказала, что эта песня бесконечно забываемая. Popjustice назвал песню одним из лучших 100 синглов 2009 года. Луи Виртель из The Backlot включил песню под номером 65 в свой список „100 величайших песен Мадонны“, назвав этот трек „шумным танцевальным джемом“, который является „идеальным дополнением к другому свидетельству празднования Мадонны“ — „Holiday“» Эрик Хендерсон из Slant Magazine раскритиковал трек, заявив, что он имеет «нулевую тягу» и посчитал его текст слишком мелким.
На 52-й премии Грэмми песня получила номинацию в категории «Лучшая танцевальная запись». При ранжировании синглов Мадонны в честь её 60-летия Джуд Роджерс из The Guardian поместила трек под номером 70, написав, что «этот EDM Пола Оукенфолда как соавтора для её третьего бест-оф сборника — лишь тень её прежней личности, где, к сожалению, требовалось больше света».

## Коммерческий успех
В Соединённых Штатах «Celebration» дебютировал и достигло максимума в Billboard Hot 100 на 71 строчке в выпуске от 22 августа 2009 года. Песня стала 55-й записью Мадонны в чарте. Он дебютировал в чартах Hot Dance Club Songs и Hot Dance Airplay под номерами 29 и 7 соответственно. На неделе 26 сентября 2009 года «Celebration» стало 40-й песней Мадонны номер один в чарте Hots Club Songs, что больше всех артистов. Песня также дебютировала в чарте Pop Pop Songs под номером 36. «Celebration» был продан в кол-ве 192 000 цифровых загрузок в Соединённых Штатах по состоянию на апрель 2010 года. В Канаде песня дебютировала под номером 56 в Canadian Hot 100 и достигла наивысшего пятого места на следующей неделе, став победителем роста позиций на этой неделе.
Трек также дебютировал на 48 месте в Испании и дебютировало в лучших пяти в трёх в Финляндии. На следующей неделе песня достигла вершины чарта в Финляндии, где она оставалась в течение шести недель подряд и была сертифицирована золотом Международной федерацией фонографической индустрии. Другие дебюты были в Ирландии — на 33-м, и 31-м в Швеции, где он поднялся на первое место на следующей неделе. 30 августа 2009 года «Празднование» дебютировало под номером 40 в австралийском чарте. Песня также дебютировала на британском чарте синглов под номером три в выпуске от 20 сентября 2009 года, став её 60-м синглом в «первой десятке». Он также стал первым номером один в шотландском чарте синглов, оставаясь на первом месте в течение 2 недель. В Италии песня дебютировала в верхней части чарта и была сертифицирована платиновой Федерацией итальянской музыкальной индустрии (FIMI) за отправки 60000 копий сингла. Песня заняла четвёртое место на датском чарте синглов и была сертифицирована как золотая Международной федерацией фонографической промышленности для отправки 15 000 копий сингла.

## Музыкальное видео

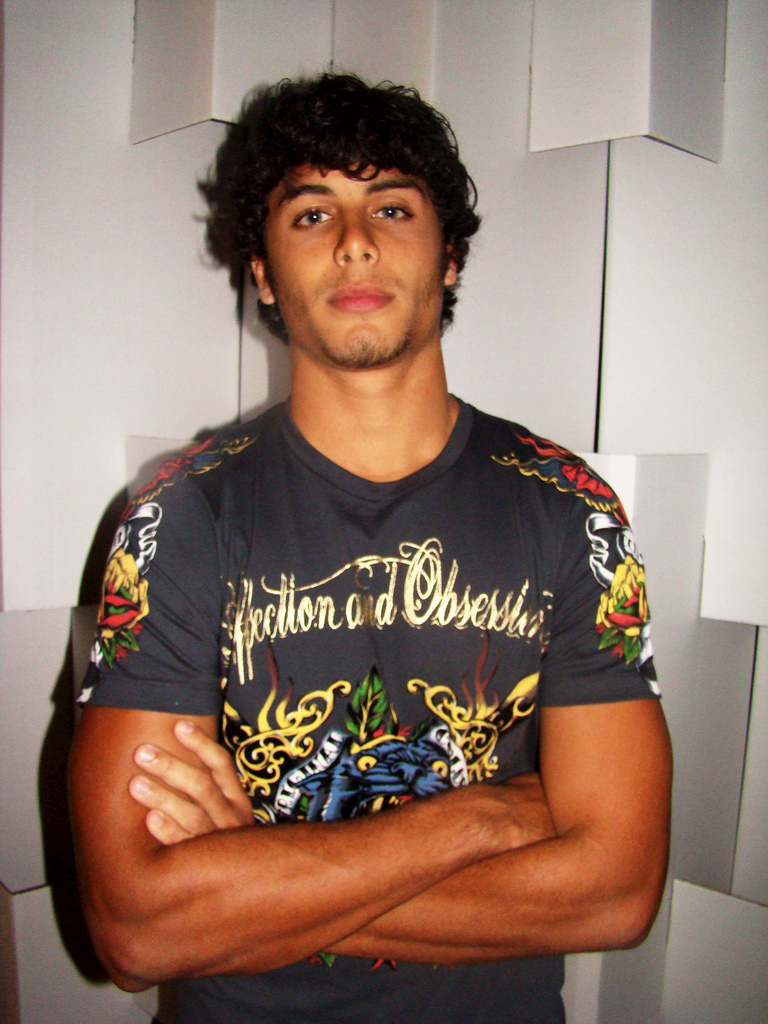
Модель Jesus Luz сыграл диджея в клипе

На официальном сайте Мадонны было сообщено, что музыкальное видео было снято в Милане, Италия, где 18 июля 2009 года появились «несгибаемые фанаты» для съёмок сегментов, демонстрирующих поклонников, танцующих и «являющихся самими собой». Подобная съёмка состоялась позже в Барселоне. Видео было снято Йонасом Акерлундом, который снял клипы Мадонны для песен «Ray of Light», «Music», «American Life» и «Jump». The Guardian сообщила, что дочь Мадонны Лурдес появилась на видео. Официальный сайт Мадонны объявил, что премьера видео состоится 1 сентября 2009 года. Оно было выпущен одновременно на музыкальных каналах по всему миру и на iTunes . Видео было доступно для бесплатной загрузки в iTunes до четверга, когда оно стало доступно только для покупки. Эно было сделано бесплатной загрузкой, чтобы покупатели узнали о деталях предварительного заказа альбома Celebration . Клип был снят в Милане, Италия, между датами 2009 года её Sticky & Sweet Tour . Концепция клипа похожа на название песни — празднование карьеры Мадонны. Согласно MTV, видео является возвратом к образам Мадонны из эпохи Erotica.
В клипе используется ремикс на песню Бенни Бенасси, который начинается с того, что Мадонна спрашивает: «Разве я тебя где-то раньше не видела?» , Начинается музыка, и сцены нарезки, сменяющие Мадонну и её танцовщиков. Мадонна одета в платье Balmain с тиснением на плечах и сапоги Christian Louboutin до колен. Хотя она присутствует почти в каждом кадре камеры, она не выполняет танцевальные движения в соответствии с хореографией. Её танец в основном ограничен импровизированными манёврами. Танцоры, с другой стороны, исполняют хореографические движения по отдельности каждый. По мере того как песня прогрессирует, появляется больше танцоров, которые в конечном итоге попадают в клуб. Диджея в клубе изображает модель Хесус Луз . Мадонна балуется с ним чувственными позами и снимает с него одежду, пытаясь узнать его, когда звучит строка: «Я полагаю, я не узнаю тебя в одежде». Они вдвоём соприкасаются губами, и Мадонна снова уходит на танцпол. Лурдес появляется в конце видео. Она появляется одетой в стиле восьмидесятых в купальнике и штанах в горошек, и делает асану на полу. Мадонну показывают на полу на четвереньках или танцующей, хватая себя за пах. Движения Мадонны и её танцовщиков нарезаны, чтобы появиться в ускоренном режиме. Танцы в стиле хип-хоп демонстрируются ближе к концу видео. На последнем кадре видео Мадонна сползает к земле.
Дэниел Крепс из Rolling Stone отметил, что «вошедшая в Зал славы рок-н-ролла [Мадонны] подтверждает, что её танцевальные движения все ещё остры как бритва, даже когда ей исполнился 51 год». Джеймс Монтгомери из MTV дополнил танцевальные движения Мадонны в видео и сказал: «Ей 51 год, она дважды в разводе, мать четверых детей, и она (совершенно справедливо) не стесняется этого. Сексуальная политик, кто-нибудь хочет?» Оливия Смит из New York Daily News прокомментировала, что «Мэдж взяла свою семью — её дочь и её любовника — на её последнюю вечеринку, на которой она все ещё находится в горячем центре своей жизни». Она также отметила, что видео иллюстрирует тот факт, что Мадонна — артистка с давним музыкальным прошлым. Тем не менее, тон видео объясняет, что Мадонна готова покинуть это прошлое и двигаться вперёд. По словам Смита, несмотря на то, что Мадонна сделала свою внешность поскромнее, «51-летняя все ещё является себя откровенно сексуальной я в новом видео».
17 сентября 2009 года через MySpace Мадонны была выпущена альтернативная редакция музыкального клипа («фанатская версия»). Видео содержит кадры, снятые в Барселоне, Испания и Милане, Италия, с участием фанатов, а также эпизодические роли дочери Мадонны Лурдес Леон, Пола Окенфолда и самого режиссёра.

## Живое выступление

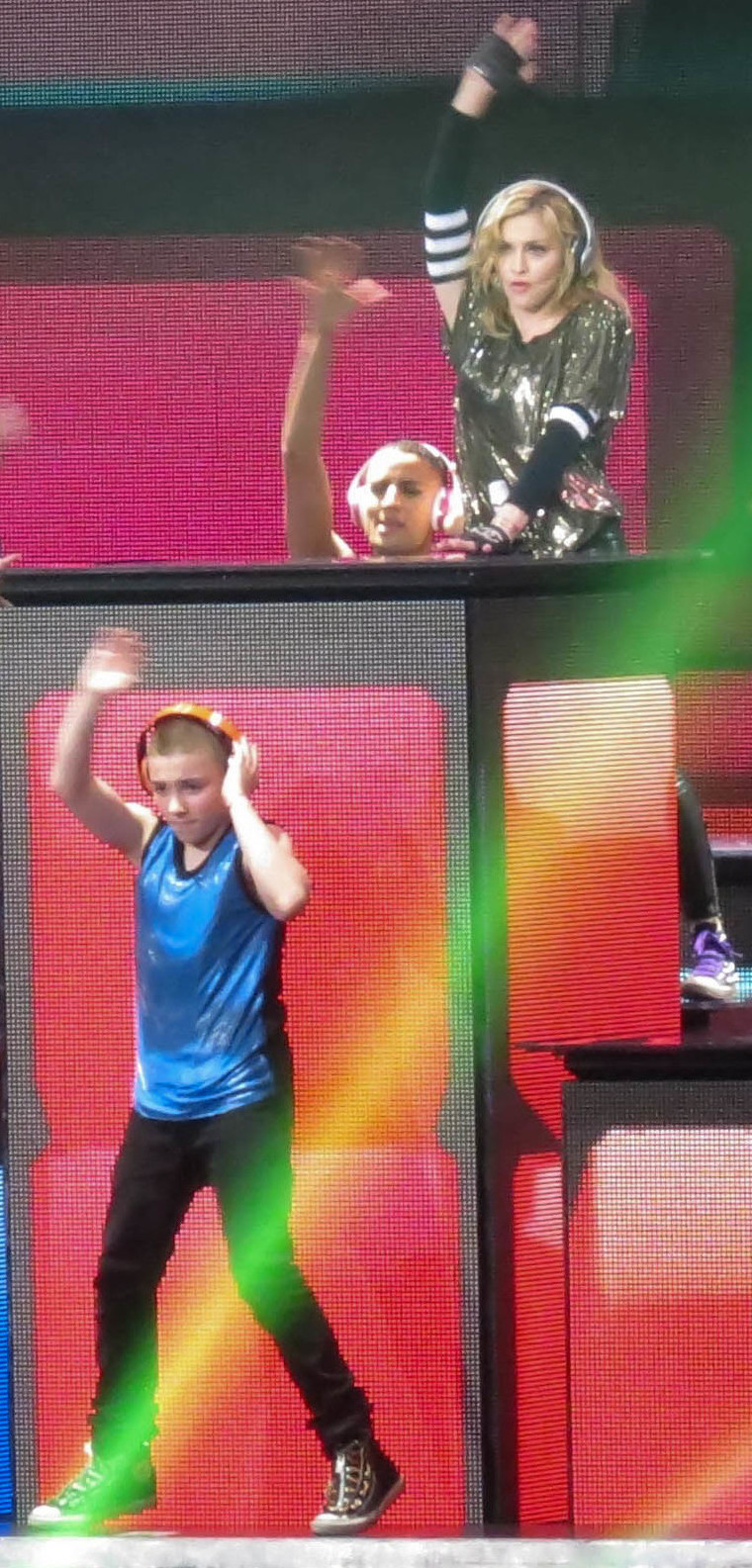
Мадонна и её танцоры во время выступления «Праздник» в туре MDNA (2012). Также присутствует её сын Рокко Ричи (спереди).

В качестве финального номера The MDNA Tour (2012) был исполнен ремикс Бенни Бенасси на «Celebration», дополненный лирическими и музыкальными элементами «Give It 2 Me» (2008). После того, как Мадонна закончила исполнять «Like a Prayer» (1989), свет погас, и звучат колокола, использовавшиеся в начале «Girl Gone Wild», который открывал каждый концерт, где они звучали несколько минут. Когда песня началась, на задних экранах образовались трёхмерные цветные кубики, а сцена была залита разными цветными огнями и лазерами. Мадонна вышла, одетая в а-ля Жанна д’Арк, с чёрными узкими брюками, металлической рубашкой и кристаллами Сваровски, и спела песню, пока её танцоры исполняли хореографические движения по всей сцене. К концу представления они надели Beats by Dr. Dre и подражали движениям в стиле DJ . На некоторых шоу сын Мадонны Рокко Ричи присоединялся к ней для выступления.
Спектакль получил в целом положительные отзывы критиков. Бен Рейнер из Торонто стар высказал мнение, что "восхитительное, ультра-освещенное "Celebration"закончило вечер на ноте какого-то подлинного … празднования. Может быть, слегка охраняемого праздника". Джим Харрингтон из The Oakland Tribune негативно отозвался о концерте, но заявил, что «только в двух последних песнях -» Как молитва « и» Празднование « наконец-то все закончилось. На более критической ноте Чак Ярборо из Plain Dealer почувствовал, что „Мадонна просто пела и танцевала [на“ Праздновании „]. Это все равно что называть бриллиантом действительно блестящей камень“. Исполнение песни на концертах 19-20 ноября 2012 года в Майами на American Airlines Arena было записано и выпущено в четвёртом концертном альбоме Мадонны, MDNA World Tour .

## Список композиций
| - UK / EU CD Maxi-Single 1. „Celebration“ (Album Version) — 3:34 2. „Celebration“ (Oakenfold Remix) — 6:35 3. „Celebration“ (Benny Benassi Remix) — 5:31 4. „Celebration“ (Oakenfold Remix Dub) — 6:35 5. „Celebration“ (Benny Benassi Remix Edit) — 4:01 6. „Celebration“ (Johnny Vicious Club Remix) — 7:59 - German CD Maxi-Single 1. „Celebration“ (Album Version) — 3:34 2. „Celebration“ (Benny Benassi Remix) — 5:31 3. „Celebration“ (Benny Benassi Dub) — 6:03 - US CD Maxi-Single 1. „Celebration“ (Oakenfold Remix) — 6:35 2. „Celebration“ (Benny Benassi Remix) — 5:31 3. „Celebration“ (Paul Oakenfold Dub Mix) — 6:35 4. „Celebration“ (Benny Benassi Remix Edit) — 4:01 5. „Celebration“ (Benny Benassi Dub) — 6:03 6. „Celebration“ (Johnny Vicious Club Remix) — 7:59 | - UK / European 12» Picture Disc 1. «Celebration» (Album Version) — 3:34 2. «Celebration» (Benny Benassi Remix) — 5:31 3. «Celebration» (Paul Oakenfold Remix) — 6:35 4. «Celebration» (Paul Oakenfold Dub Mix) — 6:35 - iTunes Remixes EP 1. «Celebration» (Benny Benassi Remix Edit) — 4:01 2. «Celebration» (Benny Benassi Remix) — 5:31 3. «Celebration» (Benny Benassi Dub) — 6:03 4. «Celebration» (Oakenfold Remix Dub) — 6:35 5. «Celebration» (Oakenfold Remix) — 6:35 6. «Celebration» (Johnny Vicious Club Remix) — 7:59 - iTunes Digital Single feat. Akon 1. «Celebration» (feat. Akon) (Akon Remix) — 3:54 |

## Участники записи
Данные взяты из буклета альбома.
- Мадонна — автор песен, первичный вокал, продюсер;
- Пол Оукенфолд — автор песен, продюсер;
- Ян Грин — автор песен, фоновый вокал, дополнительная продукция для The Industry Sound;
- Кьяран Гриббин — автор песен;
- Demacio «Demo» Castellon — запись, сведение для команды по сносу на студии WEA;
- Рон Тейлор — Pro Tools;
- Ник Баннс — инженер;
- Крис Герингер — мастеринг в Стерлинг Саунд;
- Тьерри Гетта — дизайн художественного произведения.

## Чарты
| Чарт (2009)                         | Наивысшее место |
| ----------------------------------- | --------------- |
| Австралия (ARIA)                    | 40              |
| Австрия (Ö3 Austria Top 40)         | 8               |
| Бельгия/Фландрия (Ultratop 50)      | 4               |
| Бельгия/Валлония (Ultratop 50)      | 3               |
| Болгария (IFPI)                     | 1               |
| Канада (Billboard Canadian Hot 100) | 5               |
| Чехия (Rádio – Top 100)             | 5               |
| Дания (Tracklisten)                 | 5               |
| European Hot 100 (Billboard)        | 2               |
| Финляндия (Suomen virallinen lista) | 1               |
| Франция (SNEP)                      | 2               |
| Германия (GfK)                      | 5               |
| Greece (IFPI)                       | 7               |
| Венгрия (Single Top 40)             | 1               |
| Iceland (RÚV)                       | 8               |
| Ирландия (IRMA)                     | 10              |
| Israel (Media Forest)               | 1               |
| Италия (FIMI)                       | 1               |
| Япония (Billboard Japan Hot 100)    | 5               |
| Нидерланды (Dutch Top 40)           | 3               |
| Нидерланды (Single Top 100)         | 2               |
| Норвегия (VG-lista)                 | 3               |
| Portugal Digital Songs (Billboard)  | 6               |
| Russia Airplay (Tophit)             | 1               |
| Словакия (Rádio – Top 100)          | 37              |
| Испания (PROMUSICAE)                | 17              |
| Шотландия (OCC Scotland)            | 1               |
| Швеция (Sverigetopplistan)          | 1               |
| Швейцария (Schweizer Hitparade)     | 4               |
| Великобритания (OCC UK Singles)     | 3               |
| Великобритания (OCC UK Dance)       | 1               |
| США (Billboard Hot 100)             | 71              |
| США (Billboard Adult Pop Airplay)   | 33              |
| США (Billboard Dance Club Songs)    | 1               |
| США (Billboard Latin Pop Airplay)   | 19              |

| Чарт(2009)                        | Место |
| --------------------------------- | ----- |
| Canada (Canadian Hot 100)         | 73    |
| European Hot 100 (Billboard)      | 24    |
| Germany (Official German Charts)  | 47    |
| Hungary (Single Top 40)           | 29    |
| Italian Singles (FIMI)            | 14    |
| Japan (Japan Hot 100)             | 12    |
| Sweden (Sverigetopplistan)        | 27    |
| Switzerland (Schweizer Hitparade) | 38    |
| US Dance Club Songs (Billboard)   | 17    |

| Chart (2010)                 | Position |
| ---------------------------- | -------- |
| European Hot 100 (Billboard) | 88       |
| Hungary (Single Top 40)      | 58       |